# Heinrich Schnabel (Landrat)

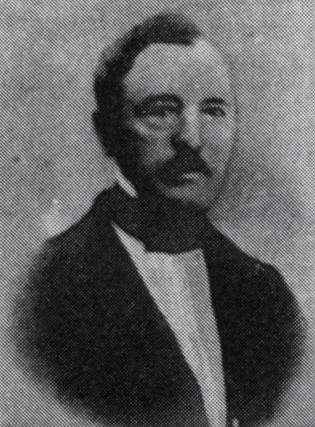
Heinrich Schnabel

Heinrich Schnabel (* 12. Februar 1778 in Elberfeld (heute Stadtteil von Wuppertal); † 19. September 1853 in Düsseldorf) war ein preußischer Verwaltungsbeamter.

## Herkunft und Ausbildung
Als Sohn des evangelisch-reformierten Gerichtsschreibers und späteren Stadtsyndikus Carl Friedrich Jakob Schnabel (1740–1787) und der Maria Christine Tabea Schnabel, geb. Maurenbecher (1740–1791) wurde Heinrich Schnabel in Elberfeld geboren. Sein gleichnamiger Taufpate und Großvater Heinrich Schnabel (gestorben 1797) lebte in Gladbach als Eigentümer der dortigen Schnabelsmühle, der Keimzelle der späteren Papierfabrik J. W. Zanders. Wie zuvor sein Vater studierte auch Heinrich Schnabel jr. Rechtswissenschaften, zunächst in Heidelberg, wo er sich am 9. Mai 1794 immatrikulierte und schließlich in Göttingen (1797). Mit Abschluss seiner Studien trat er im März 1799 als Praktikant in den Dienst des Geheimen Rats von Berg. Im Jahr 1802 war er bei diesem als Ratsreferendar beschäftigt.

## Werdegang
Noch während der Napoleonischen Zeit trat Schnabel in den Dienst der Stadtdirektion Düsseldorf. Für das Jahr 1808 ist er dort als Dritter Beigeordneter belegt und für die Jahre 1809 bis 1813 als Erster Beigeordneter. Am 1. Dezember 1813 wurde Heinrich Schnabel vom Generalgouvernement Berg kommissarisch zum ersten Oberbürgermeister der Stadt ernannt. Sein Vorgänger, Maximilian von Pfeil, hatte noch die Amtsbezeichnung Maire getragen, entsprechend der großherzoglich-bergischen Kommunalverfassung, die der französischen Munizipalverfassung nachgebildet war. Vor der Zeit des Großherzogtums Berg hatte die Stadt nur Bürgermeister, jedoch keine Oberbürgermeister. Schnabel übte dieses Amt lediglich ein halbes Jahr aus; im April 1814 übernahm Tribunalrichter Degreck die Aufgabe. Parallel zur Ernennung als Bürgermeister wurde Schnabel mit dem 30. November 1813 zum Polizeidirektor für das provisorische Generalgouvernement Berg in Düsseldorf ernannt. Nach dem Übergang an Preußen wurde Schnabel jedoch im Jahr 1816 auf Wartegeld gesetzt, das heißt vorübergehend beurlaubt. Mit Reskript vom 20. Dezember 1820 trat er dann mit der kommissarischen Übernahme der Verwaltung des Kreises Mülheim am Rhein in Preußische Dienste. Nach der Amtseinführung vom 3. Januar 1821, die definitive Ernennung mit Allerhöchster Kabinettsorder datiert vom 13. Oktober 1821, füllte Schnabel dieses Amt bis zu seiner Pensionierung über fast 32 Jahre aus.
Schnabel war während seiner Zeit als Landrat in Mülheim als „Demagogenjäger“ aus dem Umkreis des Grafen Reisach nicht nur bei der überwiegend katholischen Bevölkerung, sondern auch bei weiten Teilen der preußischen Bürokratie entsprechend unbeliebt. So galt der Oberpräsidenten der Rheinprovinz Philipp von Pestel, als „ein Feind des Spionirwesens und der heimlichen Berichte über Stimmungen in der Rheinprovinz, haßt den Landrath S. und alle Organe der demagogischen Hetzjagd“.
Zu seiner Mülheimer Stellung wurde Schnabel Ende 1830 zum kommissarischen Polizeidirektor in Aachen ernannt. Das von ihm zu Anfang Januar 1831 angetretene Amt, beinhaltete zugleich die Verwaltung des Stadtkreises Aachen als Landrat. Mit Verfügung vom 21. November 1832 wurde die kommissarische Übertragung zurückgenommen. Während Schnabels Abwesenheit von Mülheim vertrat ihn der Kreisdeputierte Friedrich Hohenschutz. Bis 1834 blieb Heinrich Schnabel aber Zivilkommissar im Bereich des VII. Armee-Korps an der belgischen Grenze. Zum 30. September 1852 trat Schnabel als Landrat des Kreises Mülheim in den Ruhestand. Sein Mülheimer Anwesen übernahm sein Nachfolger Oskar Danzier, während er selbst nach Düsseldorf zurückkehrte.

## Privates
Heinrich Schnabel schritt zweimal zur Ehe. In erster Ehe heiratete er am 4. September 1800 in der aus Elberfeld gebürtigen Eleonore Wichelhaus (1765–1820) eine Tochter des Partikuliers (Grundbesitzers) Johann Jakob Wichelhaus. Am 6. November 1820 ehelichte er in Düsseldorf die Helena Maurenbecher, eine Tochter des Düsseldorfer Postmeisters Johann Wilhelm Maurenbecher. Seine Grabstätte befindet sich auf dem Golzheimer Friedhof in Düsseldorf.

## Ehrungen
- Verleihung des Roten-Adler-Ordens 3. Klasse